# Burraga
Burraga är en ort i Australien. Den ligger i kommunen Oberon och delstaten New South Wales, i den sydöstra delen av landet, omkring 160 kilometer väster om delstatshuvudstaden Sydney. Antalet invånare är 116.
Trakten runt Burraga är nära nog obefolkad, med mindre än två invånare per kvadratkilometer.. Det finns inga andra samhällen i närheten. 
I omgivningarna runt Burraga växer i huvudsak städsegrön lövskog. Genomsnittlig årsnederbörd är 971 millimeter. Den regnigaste månaden är februari, med i genomsnitt 190 mm nederbörd, och den torraste är oktober, med 40 mm nederbörd.